# Lijst van nummer 1-hits in de Vlaamse Ultratop 50 in 2006
De volgende hits stonden in 2006 op nummer 1 in de Vlaamse Ultratop 50.
| Nummer | Datum        | Artiest                                               | Titel                                 |
| ------ | ------------ | ----------------------------------------------------- | ------------------------------------- |
| 129    | 7 januari    | De Kippensoep Allstars                                | Kippensoep voor iedereen              |
| 130    | 14 januari   | Udo                                                   | Isn't it time                         |
|        | 21 januari   | Udo                                                   | Isn't it time                         |
|        | 28 januari   | Udo                                                   | Isn't it time                         |
|        | 4 februari   | Udo                                                   | Isn't it time                         |
|        | 11 februari  | Udo                                                   | Isn't it time                         |
|        | 18 februari  | Udo                                                   | Isn't it time                         |
| 131    | 25 februari  | Belle Pérez                                           | El mundo bailando                     |
|        | 4 maart      | Belle Pérez                                           | El mundo bailando                     |
|        | 11 maart     | Belle Pérez                                           | El mundo bailando                     |
| 132    | 18 maart     | Kate Ryan                                             | Je t'adore                            |
|        | 25 maart     | Kate Ryan                                             | Je t'adore                            |
|        | 1 april      | Kate Ryan                                             | Je t'adore                            |
|        | 8 april      | Kate Ryan                                             | Je t'adore                            |
|        | 15 april     | Kate Ryan                                             | Je t'adore                            |
| 133    | 22 april     | The Pussycat Dolls & will.i.am                        | Beep                                  |
| 134    | 29 april     | The Black Eyed Peas                                   | Pump it                               |
| 135    | 6 mei        | Shakira & Wyclef Jean                                 | Hips don't lie                        |
|        | 13 mei       | Shakira & Wyclef Jean                                 | Hips don't lie                        |
| 136    | 20 mei       | Marco Borsato                                         | Rood                                  |
|        | 27 mei       | Marco Borsato                                         | Rood                                  |
|        | 3 juni       | Marco Borsato                                         | Rood                                  |
|        | 10 juni      | Marco Borsato                                         | Rood                                  |
|        | 17 juni      | Marco Borsato                                         | Rood                                  |
|        | 24 juni      | Marco Borsato                                         | Rood                                  |
|        | 1 juli       | Marco Borsato                                         | Rood                                  |
| 137    | 8 juli       | Laura Lynn                                            | Jij bent de mooiste                   |
|        | 15 juli      | Laura Lynn                                            | Jij bent de mooiste                   |
|        | 22 juli      | Laura Lynn                                            | Jij bent de mooiste                   |
| 136    | 29 juli      | Marco Borsato                                         | Rood                                  |
|        | 5 augustus   | Marco Borsato                                         | Rood                                  |
| 138    | 12 augustus  | Henkie                                                | Lief klein konijntje                  |
|        | 19 augustus  | Henkie                                                | Lief klein konijntje                  |
|        | 26 augustus  | Henkie                                                | Lief klein konijntje                  |
|        | 2 september  | Henkie                                                | Lief klein konijntje                  |
|        | 9 september  | Henkie                                                | Lief klein konijntje                  |
|        | 16 september | Henkie                                                | Lief klein konijntje                  |
| 139    | 23 september | Bob Sinclar & Cutee-B & Dollarman & Big Ali & Makedah | Rock this party (Everybody dance now) |
|        | 30 september | Bob Sinclar & Cutee-B & Dollarman & Big Ali & Makedah | Rock this party (Everybody dance now) |
|        | 7 oktober    | Bob Sinclar & Cutee-B & Dollarman & Big Ali & Makedah | Rock this party (Everybody dance now) |
|        | 14 oktober   | Bob Sinclar & Cutee-B & Dollarman & Big Ali & Makedah | Rock this party (Everybody dance now) |
| 140    | 21 oktober   | Scissor Sisters                                       | I don't feel like dancin'             |
|        | 28 oktober   | Scissor Sisters                                       | I don't feel like dancin'             |
|        | 4 november   | Scissor Sisters                                       | I don't feel like dancin'             |
|        | 11 november  | Scissor Sisters                                       | I don't feel like dancin'             |
|        | 18 november  | Scissor Sisters                                       | I don't feel like dancin'             |
|        | 25 november  | Scissor Sisters                                       | I don't feel like dancin'             |
|        | 2 december   | Scissor Sisters                                       | I don't feel like dancin'             |
| 141    | 9 december   | Clouseau                                              | Vonken & vuur                         |
|        | 16 december  | Clouseau                                              | Vonken & vuur                         |
|        | 23 december  | Clouseau                                              | Vonken & vuur                         |
|        | 30 december  | Clouseau                                              | Vonken & vuur                         |